# Enoplognatha apaya
Enoplognatha apaya är en spindelart som beskrevs av Alberto Barrion och James A. Litsinger 1995. Enoplognatha apaya ingår i släktet Enoplognatha och familjen klotspindlar.
Artens utbredningsområde är Filippinerna. Inga underarter finns listade i Catalogue of Life.